# پایگاه اطلاعات علمی جهاد دانشگاهی
پایگاه اطلاعات علمی جهاد دانشگاهی یا SID یک پایگاه علمی رایگان است که به نمایه مجلات علمی پژوهشی، طرح‌های پژوهشی، کنفرانس‌ها و همایش‌های داخلی و خارجی می‌پردازد.

## معرفی
این پایگاه در سال ۱۳۸۳ آغاز به فعالیت نمود. محور اصلی فعالیت این مرکز طبقه‌بندی و نشر مقالات علمی و پژوهشی در گروه‌های تخصصی گوناگون می‌باشد. و اهداف تأسیس این مرکز آنچنان که در اساسنامه آن آمده است " ترویج و اشاعه اطلاعات علمی، گسترش و ارتقاء خدمات اطلاع‌رسانی به محققان، سرعت بخشیدن به کاوشهای علمی و افزایش اثر بخشی تحقیقات در کشور است
پایگاه اطلاعات علمی جهاد دانشگاهی به عنوان نخستین پایگاه استنادی علمی کشور به ارائه خدمت به بیش از ۱۸۰۰ نشریه و هم چنین اساتید و دانشجویان می‌پردازد

## نحوهٔ دسترسی و استفاده از منابع
دسترسی به منابع اطلاعاتی SID (مرکز اطلاعات علمی جهاد دانشگاهی) از طریق تارگاه این مرکز به صورت کاملاً رایگان و با سطح دسترسی آزاد (به انگلیسی: open access) برای عموم قابل استفاده است.
خدمات
پیشنهاد منابع مرتبط
خروجی مقاله به صورت فایل